# Monfréville
Monfréville település Franciaországban, Calvados megyében. Lakosainak száma 96 fő (2022. január 1.). Monfréville La Cambe, Colombières, Isigny-sur-Mer, Osmanville és Saint-Germain-du-Pert községekkel határos.

## Népesség
A település népességének változása:
| Lakosok száma | 155  | 135  | 102  | 103  | 103  | 103  | 94   | 90   | 91   | 96   |
|               | 1968 | 1982 | 1990 | 2006 | 2013 | 2015 | 2017 | 2019 | 2020 | 2022 |